# Oath Keepers

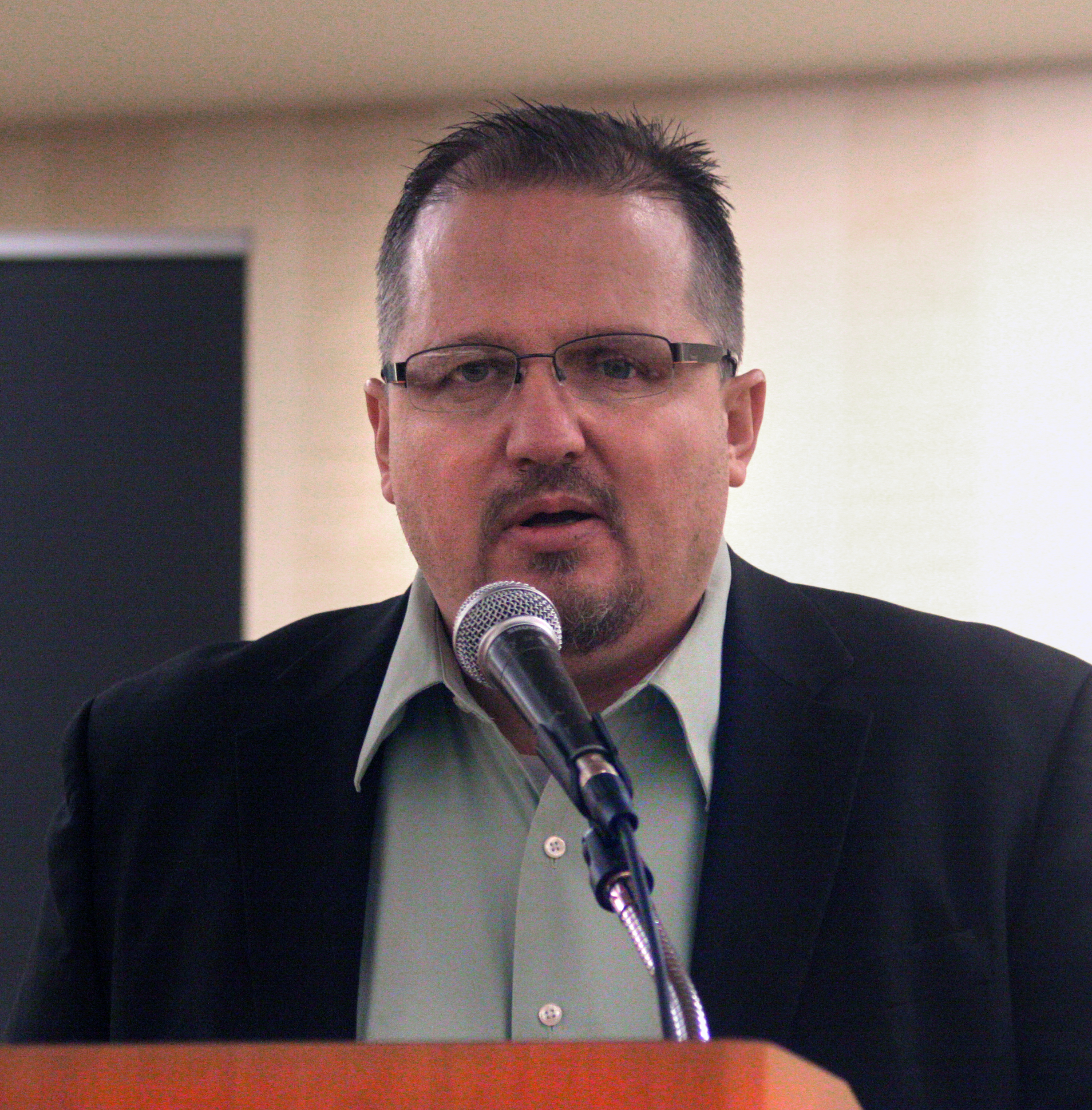
Stewart Rhodes 2011.

Oath Keepers (en español: Guardianes del Juramento) es un grupo paramilitar ultraderechista y antigubernamental. El grupo se describe como una asociación apartidista con miembros activos y retirados del ejército, policía y equipos de primera respuesta quienes se comprometen a "defender la Constitución en contra todos los enemigos, extranjeros y domésticos". Anima a sus miembros a no obedecer leyes u organismos que según ellos violaría la Constitución de los Estados Unidos. La organización declara una afiliación de 35 000 miembros en 2016.
Muchas asociaciones civiles que monitorizan el odio y terrorismo doméstico describen a los Oath Keepers como extremistas o radicales. Mark Pitcavage de la Liga Antidifamación (ADL) describe el grupo tan "fuertemente extremistas, armados conconspiradores antigobierno y buscando confrontaciones potenciales con el estado." El Southern Poverty Law Center (SPLC) lista el fundador del grupo como extremista sabido y describe su ideario para crear unidades de milicia mostrándose "aterrado". Según el SPLC, el grupo se guía por un sinnúmero de teorías de la conspiración y las teorías legales asociadas con el movimiento ciudadano soberano y el movimiento supremacista Posse Comitatus. SPLC también describe al grupo como "solamente grupo antigubernamental que creen en un salvaje conjunto de teorías de conspiración".
Los Oath Keepers estuvieron presentes vistiendo uniformes militares en Ferguson, Misuri, durante los disturbios de 2014 en la ciudad, cuándo los militantes patrullaban las calles con rifles semiautomáticos las calles y tejados de la ciudad.

## Historia organizativa
Oath Keepers fue fundado en marzo del 2009 por Elmer Stewart Rhodes. Rhodes egresado de la carrera de derecho en la universidad de Yale, además de paracaidista retirado y exmiembro del equipo del congresista Republicano Ron Paul durante su campaña política a la Cámara de Representantes de los Estados Unidos. El 8 de diciembre de 2015, Rhodes fue deshabilitado por la Corte Suprema del estado de Montana por violar las Reglas de Conducta Profesional después de rechazar para responder a dos quejas que se archivaron en contra de él en el tribunal de distrito federal en Arizona.
Rhodes ha tomado inspiración tomada de la idea que Adolf Hitler podría haber sido detenido si la policía y soldados alemanes hubiese desobedecido sus órdenes. Escribiendo en la revista S.W.A.T en 2008, Rhodes afirma, "'Él' (una policía de un estado totalitario) no puede ocurrir en Estados Unidos si la mayoría de policía y soldados obedece a sus principios para defender la Constitución y aplicar los edictos anticonstitucionales del 'Dirigente'.
En octubre de 2020 en una entrevista, con el reportero Mike Giglio en The Atlantic declaró que en los años venideros al Triunfo de Donald Trump, como presidente de los Estados Unidos, declarando que por fin "hay alguien en la Casa Blanca que ellos plenamente apoyan", en contraste a su escepticismo de las administraciones republicanas anteriores. También dijo que en años recientes Rhodes  las declaraciones habían devenido más "radicales" y que debido a estos algunos miembros del grupo con experiencia militar, se han preocupado por la posibilidad de actos de violencia que habían presenciado en el extranjero ahora ocurriendo en los Estados Unidos, dejando el grupo.

## Afiliación
Según el ADL, los objetivos de Oath Keepers son “dejar propaganda en miembros del ejercito y la policía, recordándoles que tienen un juramento vigente para defender la Constitución de todos los  enemigos, extranjeros y domésticos" y animarlos a desobedecer a sus superiores u ordenes que consideren "anticonstitucionales”, además de guiarse por teorías conspirativas. Los Oath Keepers animan enérgicamente a miembros del ejército y personal de fuerzas de la ley para "parar los planes del Nuevo Orden Mundial.
La organización declara que la afiliación está abierta a "cualquier miembro activo del Ejército, reservistas, Guardia Nacional, oficiales de policía, bomberos, otro primeros respondientes (ejemplo Guardia estatal, Sheriffs y auxiliares, rescatistas, paramédicos, etc.), veteranos y miembros retirados de estos servicios," y que otros quiénes apoyan la misión de la organización, pueden unirse. La organización dice tener hasta 30,000 miembros, aunque este número ha sido cuestionado.[cita requerida]

## Actividades

### Presencia de centro de reclutamiento no autorizada
Después del tiroteo en un centro de reclutamiento en la ciudad de Chattanooga y un centro de soporte operacional naval cuadras más adelante, miembros de los Oath Keepers y otros milicianos empezaron a organizar vigilias en centros de reclutamiento en varios estados, con el objetivo declarado de proporcionar protección a los empleados de este centro, quienes también portaban armas. En respuesta, el Centro de Operaciones del Ejército en su División de Seguridad emitió una orden a sus empleados a no interaccionar a los civiles armados en exteriores de centros de reclutamiento, limitándose a ser "educados, profesional y rescindir la conversación inmediatamente e informar cualquier a fuerzas de aplicación de la ley local," notando que el agente de emitir es "seguro los ciudadanos significa bien, pero no podemos suponer esto en cada caso y nosotros no quieren defender este comportamiento".

### Protestas en Ferguson
En noviembre del 2014, durante los disturbios en Ferguson, miembros de Oath Keepers lanzaron una "orden nacional" a sus miembros para ayudar en la ciudad después de la decisión de jurado después del caso del tiroteo de Michael Brown. En referencia al fracaso percibido de la respuesta del gobierno al malestar, el fundador de la organización, Stewart Rhodes, dijo el periódico St Louis Post-Dispatch, "pensamos que lo iban a hacer bien esta vez, pero cuándo el lunes paso y no vimos a la Guardia Nacional estacionándose cerca de estos negocios, ahí es cuándo nosotros dijimos  hay que hacer algo." El 2 de diciembre de 2014, voluntarios de Oath Keepers hicieron guardia vigilando desde las azoteas en varios puntos de la ciudad, ignorando todas las órdenes policiales que decían que bajaran.
En agosto de 2015, cuatro miembros del grupo aparecieron otra vez en las calles de Ferguson, siguiendo manifestaciones de calle pacífica en el aniversario de la muerte de Brown. Según un artículo en The Washington Post "Los hombres (todo de ellos blancos y fuertemente armados) dijo estaban en el área para proteger alguien quién trabajó para el sitio de noticias web InfoWars, el cual está afiliado con teoricos de la conspiración llamado Alex Jones autonombrado como un "delincuente pensante contra el Gran Hermano Gran" Los Oath Keepers clamaron estar del ado de los manifestantes. El jefe de policía del  condado de San Luis dijo en una declaración que la presencia de los milicianos era "innecesaria e inflamatoria."
El activista local Ryan Herring, describió su presencia como intimidante y amenazando, y criticó a los Oath Keepers por animar a los manifestantes a portar armas al aire libre, lo que habría aumentado la tensión con la policía. Sam Andrews, un miembro del Oath Keepers, clamó que al arribo de los militantes "ayudaron a calmar la situación".
El agente de policía del Condado de San Luis Dan Page fue suspendido en 2014 después de empujar y amenazar a un periodista de CNN en Ferguson. Page (miembro del grupo en ese entonces) también fue denunciado por instigar al odio, además de haber amenazado a ciudadanos musulmanes y creer en la teoría conspirativa de que Barack Obama no es un ciudadano estadounidense.
Las actividades del grupo en Ferguson han sido catalogados como "Vigilantismo" por algunos periodistas.

### Kim Davis
El 10 de septiembre del 2015, el grupo anunció que sus miembros viajaran al Condado de Rowan, Kentucky, para impedir que el miembro Kim Davis fuese arrestado por haber violado por segunda vez una orden judicial. El grupo afirmó que había que bloquear el arresto de Davis, además de criticar la decisión final del juez del caso. Se informó a los miembros al día siguiente que el equipo legal de Davis, actuando en su nombre, había rechazado su oferta de proporcionar un "cuerpo de seguridad" a Davis. Los Oath Keepers emitieron un comunicado diciendo que si bien los miembros aún eran bienvenidos a visitar el condado de Rowan, sería solo en una visita no oficial.

### Después del Tiroteo en la escuela secundaria de Parkland
En febrero de 2018, poco después del tiroteo masivo en Stoneman Douglas High School en Parkland, Florida, el fundador de Oath Keepers, Rhodes, pidió públicamente a sus "decenas de miles" de miembros del grupo que formaran milicias para proteger a EE. UU. escuelas y colegios. Rhodes publicó en el sitio web de los Oath Keepers en lo que denominó un Llamado Nacional a la Acción: "Oath Keepers, a raíz del horrible ataque... es hora de dar un paso adelante a nivel nacional y defender nuestras escuelas contra la amenaza de asesinatos en masa. suficiente ".

### Asalto al Capitolio de los Estados Unidos
Tres presuntos miembros de Oath Keepers fueron acusados federalmente en enero de conspiración para planificar sus actividades durante el asalto al Capitolio de los Estados Unidos en 2021, y en febrero se agregaron seis más a la acusación. De ocho a diez miembros del grupo ingresaron al Capitolio con equipo paramilitar, moviéndose "de manera organizada y practicada", según la acusación. El grupo se comunicó con dispositivos portátiles, con mensajes de Watkins a otros, "Tenemos un buen grupo. Tenemos entre 30 y 40 de nosotros. Nos mantenemos unidos y nos apegamos al plan". Fiscales alegó que un miembro envió un mensaje de texto a un miembro del grupo antigubernamental Tres por ciento días antes de la incursión, sugiriendo usar un bote para transportar un "Equipo de Respuesta Rápida" y armas pesadas a través del río Potomac a otros miembros que ya estaban en el Capitolio. Los fiscales federales estaban considerando la posibilidad de presentar cargos bajo la Ley de Organizaciones Corruptas e Influenciadas por Racketeers, que generalmente se usa para procesar a los sindicatos del crimen organizado.
Durante el segundo juicio político del expresidente Trump, los gerentes de juicio político de la Cámara presentaron evidencia que alega que miembros de los Oath Keepers participaron en esfuerzos para interferir con las elecciones presidenciales de 2020 al discutir "un plan descarado para transportar 'armas pesadas' en un barco a través del Potomac River a Washington y comenzaron las sesiones de entrenamiento 'para la guerra urbana, el control de disturbios y las operaciones de rescate' mucho antes del día de las elecciones ".  Los administradores de la acusación también alegaron que un miembro de Oath Keeper señaló que estaban" 'esperando instrucciones' del Sr. cómo manejar los resultados de la votación en los días posteriores a la elección ", y que otra presunta miembro, Jessica M. Watkins, escribió un mensaje de texto que decía:" [si] Trump me pide que vaya, lo haré ".
Los fiscales alegaron en una presentación judicial de marzo de 2021 que el fundador y líder del grupo, Stewart Rhodes, estuvo en contacto con presuntos participantes antes, durante y después del asalto. Los fiscales dijeron que recuperaron mensajes de chat encriptados que mostraban que "individuos, incluidos los que supuestamente habían conspirado con [otros], estaban planeando activamente usar la fuerza y la violencia". Bajo el título "DC OP: 6 21 de enero", Rhodes declaró en los chats que las "fuerzas de reacción rápida" fuera de Washington estarían listas para responder si fuera necesario y durante el asalto ordenó a los miembros que se reunieran en los escalones sureste del Capitolio donde entraron por la fuerza al edificio en una formación de "pila" de estilo militar.
Thomas Caldwell, quien no era formalmente un miembro de Oath Keepers pero supuestamente conspiró con los miembros y estuvo presente durante el incidente, fue encarcelado por cargos de conspiración días después del ataque, aunque en marzo de 2021 el juez federal Amit Mehta lo liberó a confinamiento domiciliario en espera del juicio. encontrando que no había evidencia de que ingresara al Capitolio o planeara hacerlo. El FBI alegó que durante la incursión, Caldwell envió y recibió mensajes de Facebook con "miembros conocidos y desconocidos de Oath Keepers", incluido el envío de la palabra "Inside", que recibió respuestas que incluían: "Todos los miembros están en los túneles bajo el sello de capital. Turn en gas." Caldwell supuestamente también recibió instrucciones para navegar por el Capitolio, incluyendo "Tom, todos los legisladores están en los túneles 3 pisos más abajo" y "Atraviese las puertas de la cámara trasera de la casa que dan a la  izquierda por el pasillo y baje los escalones". Citando mensajes privados de Facebook, los fiscales alegaron en un expediente judicial de marzo de 2021 que durante las semanas anteriores al ataque, Meggs se había puesto en contacto con Proud Boys, quien dijo que podría servir como un "multiplicador de fuerza" y que había "organizado una alianza" entre los Oath Keepers. ,Proud Boys y los miembros de los batallones de Three Percenters de Florida.

### Otras actividades
Charles A. Dyer era un sargento de la Infantería de Marina que era voluntario de los Oath Keepers, además de mantener un canal de YouTube, y actuaba como representante en los mítines del Tea Party. Dyer fue acusado en 2010 de violación infantil y posesión ilegal de armas. Dyer eludió a las autoridades y se produjo una persecución, seguida de captura diez días después. En 2012, Dyer fue condenado por su cargo de violación infantil. Los Oath Keepers cortaron lazos con Dyer después de sus incursiones iniciales con la ley y negaron una relación con él.
En 2014 militantes armados estuvieron presentes en el enfrentamiento armado de Bundy Ranch, cuando agentes de la Oficina de Administración de Tierras (Bureau of Land Management) por sus siglas en inglés) incautaron ganado que se consideró que un ganadero estaba pastando ilegalmente en tierras federales en Clark en el estado de Nevada. Un año más tarde militantes pertenecientes en el Noroeste del Pacífico asistió a dos disputas entre los mineros de oro y las autoridades federales. En abril se reunieron en Medford, Oregón, a petición de los propietarios de la mina Sugar Pine cerca de la comunidad de Galice, después de que el Bureau ordenó a los propietarios que dejaran de trabajar en la mina de ordenación territorial. En agosto del mismo año patrullaban la mina White Hope en el Bosque Nacional Helena, a unas 20 millas de Lincoln, Montana. El Servicio Forestal dijo que los mineros se habían involucrado en la construcción ilegal y la tala de árboles.
Los miembros de los Oath Keepers llegaron al Refugio Nacional de Vida Silvestre Malheur en Oregón para ofrecer proporcionar "seguridad perimetral" a otros militantes que ocupaban ilegalmente el sitio Ocupación del Refugio Nacional de Vida Silvestre Malheur. El 15 de enero de 2016, Stewart Andrews, líder de los Oath Keepers, emitió belicosas advertencias en el sitio web del grupo de una posible "conflagración tan grande que no se puede detener, lo que conducirá a una sangrienta y brutal guerra civil" si la ocupación liderada por Bundy se convirtiese en violencia armada. On January 15, 2016, Stewart Andrews, leader of the Oath Keepers, issued bellicose warnings on the group's webs En agosto de 2017, el Servicio de Parques Nacionales emitió un permiso para el uso del parque Crissy Field, para realizar una manifestación junto a otro grupo nacionalista llamado Patriot Prayer. El portavoz del grupo, Joey Gibson, anunció que los Oath Keepers proporcionarían seguridad en el evento, siendo confirmado a The San Francisco Examiner el 18 de agosto por el periodista Stewart Rhode.
En junio del 2019 La gobernadora de Oregón Kate Brown envió a la Policía del estado de Oregón para traer de vuelta a 11 senadores estatales republicanos ausentes al Capitolio del estado de Oregón. Los senadores estatales republicanos se habían ausentado para evitar una votación sobre una propuesta destinada a reducir las emisiones de gases de efecto invernadero para 2050 a fin de combatir el cambio climático. Los Oath Keepers reaccionaron el 20 de junio de 2019 diciendo:
```
"Gobernadora Brown, quiere una 
guerra civil
, porque así es como se produce una guerra civil".
```

El 22 de junio de 2019, se canceló una sesión del Senado de Oregón cuando se cerró el Capitolio del Estado de Oregón debido a una advertencia de la policía estatal de una "posible amenaza de milicia".
Después de que tres personas murieran en Protestas por la muerte de George Floyd en las ciudades de Portland, Oregón y Kenosha, Winsconsin Stewart Rhodes, el fundador de Oath Keepers tuiteó: "El primer disparo de una guerra civil ha sido dado, hermanos".

#### Intervención de votaciones
Un artículo publicado en el sitio web oficial de la organización el 14 de abril de 2016 opinó que si Hillary Clinton ganaba las elecciones presidenciales de Estados Unidos de 2016, "el resultado probablemente sería una guerra civil total en los Estados Unidos". Más tarde en 2016, Stewart Rhodes pidió a los miembros que visitaran los lugares de votación de incógnito para "cazar" y documentar sospechas de fraude electoral.

## Amenazas de violencia en 2020
Mike Giglio del Atlantic informó que en una reunión de julio de 2020 en una sala de veteranos de las fuerzas armadas en el Rutherford, en Tennessee Rhodes, habló de los eventos de las protestas por la muerte de George Floyd, mencionó que Antifa y otros manifestantes "son insurrectos, y nosotros tenemos que suprimir esa insurrección",diciendo que los manifestantes "eventualmente usaran explosivos improvisados"y en consecuencia, "los veteranos y los más jóvenes terminarán matando a estos niños pequeños y morirán creyendo que estaban luchando contra los nazis".
Después de las muertes en los disturbios en Portland y en Kenosha, Rhodes se refirió a los manifestantes de Antifa y Black Lives Matter como intentos de una "insurrección comunista abierta". Al afirmar que estaban involucrados en una guerra civil, le pidió al presidente Donald Trump que declarara un estado de emergencia nacional a la que se opusiera una Guardia Nacional federalizada para entablar contacto con los manifestantes. Si Trump no lo hacía, Rhodes dijo que los Oath Keepers lo harían. Twitter respondió baneando sus cuentas y las de Oath Keepers. El fin de semana antes de la votación del Colegio Electoral que confirma la victoria de Joe Biden, pidió a los partidarios de Trump que usen la fuerza armada para garantizar que Trump mantenga su presidencia.

## Opiniones acerca del grupo
Larry Keller escribió en el informe de 2009 del SPLC The Second Wave: Return of the Militias que los Oath Keepers "pueden ser un ejemplo particularmente preocupante del resurgimiento del movimiento Patriota".  Keller describió a Richard Mack, (un reconocido miembro de Oath Keepers), como una "héroe de milicia veterano" y lo citó diciendo: "La mayor amenaza que enfrentamos hoy no son los terroristas; es nuestro gobierno federal. ... Una de las mejores y más fáciles soluciones es depender de los funcionarios locales, especialmente del alguacil, para oponerse a la intervención federal y la criminalidad federal". En su defensa Mack, (un ex  alguacil, respondió negando las afirmaciones, diciendo: "No he tenido contacto con ningún grupo de milicias y nunca he sido miembro de ninguna milicia". Mark Potok, investigador principal del SPLC, dijo en una entrevista que el grupo no tiene antecedentes de violencia política, pero que "las ideas centrales de estos grupos se relacionan con el temor de que las élites en este país y en todo el mundo estén moviéndonos constante y nefastamente hacia un gobierno mundial, el llamado Nuevo Orden Mundial."
En 2009, la Liga Antidifamación (ADL) escribió en un informe que, "Las 'órdenes' que los Oath Keepers se niegan [a obedecer] revelan su mentalidad de conspiración extrema, porque las 'órdenes' nunca son instrucciones ser realmente transmitidas por Obama o sus funcionarios; en cambio, son un reflejo de las teorías de conspiración contra el gobierno adoptadas por la extrema derecha". Citando al Las Vegas Review-Journal, el comentarista político Pat Buchanan escribió: "Los guardianes de juramentos, dependiendo de dónde se encuentre uno, son defensores estridentes de la libertad o traficantes peligrosos de la paranoia". El propio Buchanan concluyó que "Estados Unidos fue una vez su país. Sienten que lo están perdiendo. Y tienen razón". Fox News Radio presentador Lou Dobbs habló con el fundador Stewart Rhodes en su programa de radio en 2009 y criticó al SPLC por "perpetuar el mismo tipo de intolerancia que dice condenar".
En el programa En Hardball con Chris Matthews, Matthews preguntó a Rhodes sobre su "grupo de justicieros" y sobre su "extraña visión del mundo". Varios manifestantes han acusado al grupo de racista, especialmente después de que grupos de miembros blancos armados con rifles se congregaron en Ferguson durante manifestaciones relacionadas con la brutalidad policial y la desigualdad racial. El grupo dice que sus estatutos evitan que miembros potenciales se unan si tienen un historial de intolerancia o han estado asociados con alguna organización supremacista.